# Gianfranco Goria

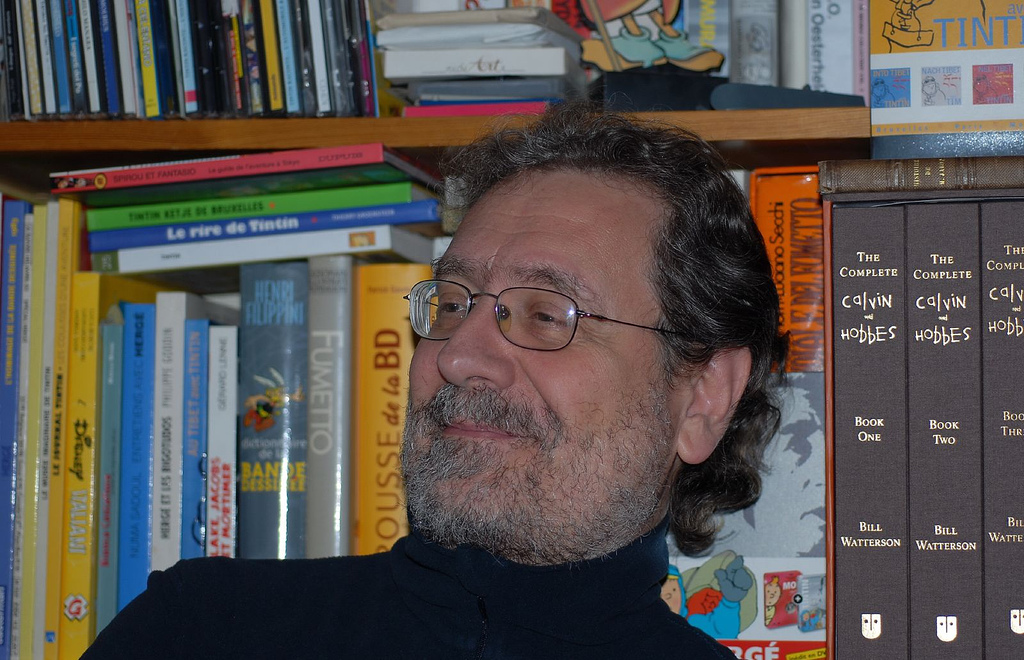
Gianfranco Goria

Gianfranco Goria (Brunico, 3 agosto 1954) è un fumettista e traduttore italiano.

## Biografia
Nato a Brunico in Alto Adige (quando suo padre, carabiniere, era di stanza in Val Pusteria), si spostò coi genitori a Roma e quindi a Torino. Ha svolto i suoi studi universitari presso l'Università di Torino, sotto la guida dell'indologo Oscar Botto.
Ha lavorato come sceneggiatore scrivendo alcune storie per la Disney realizzate in Italia. Insieme all'editore Vittorio Pavesio, ha fondato nel 1992 l'associazione italiana professionisti del fumetto Anonima Fumetti, di cui è stato presidente fino al 2003. Nel 1995 ha fondato e diretto l'agenzia quotidiana non profit di informazioni afNews (Araba Fenice News), ora blog, su fumetto e dintorni. Nel 1996, insieme a un gruppo di esponenti del comicdom italiano tra cui Luigi F. Bona e Alfredo Castelli, ha fondato l'associazione Franco Fossati e, nel 2007, la Fondazione e Museo del Fumetto Franco Fossati, di cui è stato consigliere. Nel 1997 ha ottenuto la docenza di Scrittura Creativa e Sceneggiatura nel corso per Esperti Autori di Fumetti e Illustratori, creato e diretto dall'autore di fumetti Disney Giovan Battista Carpi. Come sindacalista, insieme a Marco Cattaneo, con il sostegno di Sergio Cofferati (allora segretario generale della CGIL) e Fulvio Fammoni (allora segretario generale SLC/CGIL), ha fondato nel 2000 il sindacato di categoria dei settori fumetto-illustrazione-animazione SILF, di cui è stato primo Segretario Generale e secondo Presidente (dopo Grazia Nidasio). È stato insignito nel 2002 del Premio ANAFI. Nel 2010 è stato nominato dal Consiglio di Amministrazione della SIAE membro del Comitato Arti Visive e altre figure autoriali per la sezione Fumetto.
Ha curato le edizioni italiane di saggi sul fumetto, tra cui quelli di Scott McCloud, Will Eisner e Benoît Peeters. È stato insegnante di letteratura disegnata e conferenziere sul fumetto franco-belga, specializzato nell'opera di Hergé, Tintin, di cui è stato anche traduttore per la Repubblica e per l'editore belga Casterman e di cui ha curato l'aderenza filologica alla serie originale per la nuova versione integrale italiana della serie, edita da Rizzoli Lizard nel 2011). Da gennaio 2023 è il primo Console Onorario di Syldavia in Italia.